# 馬尼拉輕軌1號線
馬尼拉輕軌1號線是馬尼拉輕軌的第一條城市軌道交通線，由马尼拉轻轨公司（LRMC）运营，由轻轨交通局（LRTA）拥有，是马尼拉轻轨交通系统的一部分。该线路由25个车站组成，在26（16英里）的全高架线路上运行。路線顏色原為黃色，現已改為綠色。
这条线路大致呈南北走向，从桑托斯博士到莫努门托，再从莫努门托到小費爾南多·波因，总体呈东西走向。该线路连接計順市、加洛坎市、马尼拉、帕赛和帕拉納克等城市。乘客可以在多羅特奧扶西站站转乘轻轨2号线，在乙沙站转乘3号线。
1977年，费尔文霍士顾问工程公司进行的一项研究建议在马尼拉修建一条街面铁路，但政府将该建议修改为高架系统。1980年7月12日，费迪南德-马科斯总统创建了LRTA，并在第二年开始建造该线路。随着1984年12月1日第一段的开通，它成为了东南亚的第一条快速交通服务。
1号线最初被称为Metrorail和黄线，在2012年被重新分类为绿线。2024年11月16日，綠線向南延伸至帕拉尼亞克的桑托斯博士站。未来的计划包括在2031年繼續向南到巴科奧爾的尼奧站，向北則延伸到北三角站，提供与地铁3号线、地铁7号线和马尼拉都会区地铁的连接。

## 外部連結
- The LRT Line 1 System
- Light Rail Manila Corporation （页面存档备份，存于）